# Relaciones Cuba-India
Las relaciones Cuba-India se refiere a las relaciones bilaterales entre Cuba y India.

## Historia
India fue una de las primeras naciones en reconocer a Cuba tras la Revolución Cubana de 1959. Después de la revolución, Fidel Castro envió al Che Guevara a la India en una visita de dos semanas. Guevara llegó a Nueva Delhi el 30 de junio de 1959, y se reunió con el primer ministro indio Jawaharlal Nehru al día siguiente. Nehru presentó a Guevara con un marfil manipulado khukri en una vaina de nogal. Hoy en día, el khukri se conserva en el Centro de Estudios Che Guevara en La Habana. En su informe sobre la reunión, Guevara señaló: "Nehru nos recibió con una amable familiaridad de un abuelo patriarcal, pero con un noble interés en la dedicación y las luchas del pueblo cubano". Las dos delegaciones acordaron establecer misiones diplomáticas e incrementar el comercio lo antes posible. Guevara y la delegación cubana también se reunieron con el ministro indio de Defensa V. K. Krishna Menon, altos oficiales de defensa, miembros de la Comisión de Planificación (India). También visitó el Cottage Industries Emporium, el Área Industrial de Okhla, el Instituto de Investigación Agrícola y el Laboratorio Nacional de Física. Guevara también se reunió con el embajador de Chile en Nueva Delhi y fue entrevistado por el periodista K. P. Bhanumathy para toda la radio de la India. Guevara también visitó Calcuta antes de salir de la India. A pesar de su preferencia por la lucha violenta, Guevara expresó su aprecio por Mahatma Gandhi. A su regreso a Cuba, Guevara escribió: "En la India, la palabra guerra está tan alejada del espíritu de la gente que no la utilizó ni en los momentos más tensos de su lucha por la independencia.Las grandes manifestaciones de descontento pacífico colectivo forzaron El colonialismo inglés a dejar para siempre la tierra que devastaron durante ciento cincuenta años".
La India abrió su embajada en La Habana en enero de 1960, apenas seis meses después de la visita de Guevara. Esto tenía un significado particular, ya que simbolizaba la solidaridad india con la revolución cubana. Cuba mantiene una embajada en Nueva Delhi.
Ha habido varias visitas de alto nivel entre los líderes de los dos países. El presidente cubano Fidel Castro visitó la India en 1973 y 1983. Los primeros ministros indios Rajiv Gandhi y Manmohan Singh visitaron Cuba en 1985 y 2006, respectivamente.
India siempre ha votado a favor de las resoluciones de la Asamblea General de las Naciones Unidas que piden el fin del embargo de Estados Unidos contra Cuba. Cuba ha expresado públicamente su apoyo a la candidatura de la India para un puesto permanente en el Consejo de Seguridad de la ONU en numerosas ocasiones. Ambas naciones son también miembros del Movimiento No Alineado. "La madurez de la India ... su adhesión incondicional a los principios que estaban en la fundación del Movimiento de Países No Alineados nos dan la seguridad de que bajo la sabia dirección de Indira Gandhi, [entonces Primer Ministro de la India]], los países no alineados seguirán avanzando en su papel inalienable como bastión para la paz, la independencia nacional y el desarrollo".

## Relaciones económicas
El comercio bilateral entre Cuba e India fue de alrededor de US $ 300 millones en los años ochenta. Sin embargo, después de la disolución de la Unión Soviética en 1991 y la liberalización económica en la India en los años 90, el comercio bilateral entre los países experimentó una fuerte caída. El comercio bilateral totalizó $ 38.89 millones en 2014-15. Las exportaciones de la India a Cuba ascendieron a 37,32 millones de dólares, mientras que las importaciones ascendieron a 1,57 millones de dólares. Los principales productos exportados de la India a Cuba son productos farmacéuticos, productos químicos orgánicos, artículos de plástico y caucho, maquinaria y aparatos mecánicos. Las principales exportaciones de Cuba a la India son los productos del tabaco, como los puros, los cueros y pieles crudos y el cuero.

## Indian foreign aid
India donó una planta de 5 kW de energía solar a Cuba en 1995, y también proporcionó ₹ 5 lakh (equivalente a ₹ 21 lakh o US $ 32.000 en 2016) de piezas de repuesto para el país. En 2008, la India canceló un préstamo de US $ 62 millones e intereses que había proporcionado al gobierno cubano. La India proporcionó a Cuba $ 2 millones en efectivo a raíz de los huracanes Gustav, Ike y Paloma en agosto-septiembre de 2008. 
India inició un programa de capacitación de tres años, que finalizó en julio de 2010, para ciudadanos cubanos en el Centro de Conocimiento de la India en Cuba. El centro, operado por NIIT, proporcionó capacitación a más de 1900 cubanos en varios campos.
India también ofreció donaciones por valor de dos millones de dólares durante el terremoto cubano.
En noviembre de 2013, la India donó $ 1 millón para la construcción de un campo de hockey de césped astro en Cuba.
Los ciudadanos de Cuba tienen derecho a becas en el marco del Programa de Cooperación Técnica y Económica de la India y del Consejo Indio de Relaciones Culturales. Entre 1989 y 2016, 671 cubanos han recibido capacitación en varios campos de la India.

### "Pan de la India"
La India suministró a Cuba 10.000 toneladas de trigo y 10.000 toneladas de arroz en 1992, cuando Cuba estaba sufriendo dificultades. Fidel Castro calificó la donación como el "Pan de la India", porque era suficiente para proveer una hogaza de pan a cada ciudadano cubano.

## Relaciones económicas
El yoga forma parte del currículo de salud del gobierno cubano. El aniversario de nacimiento de Rabindranath Tagore se conmemora anualmente en Cuba. El 7 de mayo de 2007, un busto de Tagore, donado por el ICCR, fue presentado en La Habana. La biblioteca de la Casa de Asia en La Habana lleva el nombre de Tagore. Bustos de Mahatma Gandhi y Madre Teresa también están presentes en La Habana.
La India fue declarada "Guest of Honor Country" en la Feria Internacional del Libro de La Habana en febrero de 2015, convirtiéndose en el primer país asiático en recibir el honor.

### Deportes
Cuba e India firmaron un acuerdo sobre la cooperación en el deporte durante la visita del entonces ministro indio de Deportes Mani Shankar Aiyer en 2007. Posteriormente, la Federación india de Boxeo Amateur y el Instituto de Deportes del Ejército, Pune han contratado a varios entrenadores de Cuba. En 2013, India envió a 32 entrenadores indios para recibir entrenamiento en Cuba.

## Indios en Cuba
La comunidad india en Cuba se remonta a principios del siglo XX cuando trabajadores de plantación indios de Jamaica y otras partes de las Indias Occidentales llegaron a Cuba para trabajar en plantaciones de caña de azúcar. A partir de febrero de 2016, se estima que 200 ciudadanos cubanos son de ascendencia india. La mayoría de ellos residen en la provincia de Guantánamo, y la mayoría han sido completamente asimilados a la cultura local, aunque algunos todavía tienen nombres indios.
Una pequeña comunidad de ciudadanos indios está presente en Cuba, incluyendo monjas cristianas, estudiantes de medicina y personas de origen indio casadas con ciudadanos cubanos. La comunidad reside principalmente en La Habana. También hay algunos hombres de negocios de origen indio.